# Pilotwings (jeu vidéo)
 (mars 2019).
Si vous disposez d'ouvrages ou d'articles de référence ou si vous connaissez des sites web de qualité traitant du thème abordé ici, merci de compléter l'article en donnant les références utiles à sa vérifiabilité et en les liant à la section « Notes et références ».
Pilotwings (パイロットウイングス) est un jeu vidéo de simulation aérienne développé par Nintendo, sorti en 1990 sur Super Nintendo. C'est une simulation de vol dans lequel le joueur peut utiliser un avion biplan, un deltaplane, un parachute et un jetpack. Le jeu utilise le Mode 7 pour simuler des environnements avec un effet de profondeur.
Une première suite, Pilotwings 64, est publiée sur Nintendo 64 en 1996 et une seconde, Pilotwings Resort, pour la sortie de la Nintendo 3DS en 2011.

## Système de jeu
Le joueur incarne un pilote en cours d'apprentissage. Il doit, pour accomplir son apprentissage, réussir avant la fin du temps imparti une série d'épreuves, présenté par un moniteur spécifique à chaque niveau. C'est ce dernier qui valide le niveau, selon un barème de points, sur 100. Pour l'obtention de chaque niveau, le joueur doit obtenir un certain score dans chaque critère défini, comme le style, la vitesse ou la précision. À chaque niveau gagné, le joueur obtient une licence ainsi que de nouveaux objectifs sur une aire de vol différente. Les épreuves consistent notamment à accomplir un parcours prédéfini en passant à travers des cercles de couleurs ou à passer sur des cibles en l'air avant d'atterrir sur une piste d’atterrissage. Le joueur peut accéder à des niveaux bonus s'il se pose sur certaines plate-formes mouvantes, qui sont plus difficiles à atteindre. La difficulté des niveaux s’accroît au fil de la progression. Les cibles deviennent mobiles et se resserrent de plus en plus.

### L'avion
Il est disponible sur toutes les aires d'entrainements. On dirige l'avion avec la croix multidirectionnelle, toutefois la liberté de mouvements est limitée. Les figures acrobatiques sont impossibles. On peut régler la puissance de l'appareil, ce qui détermine la vitesse. Celle-ci est cruciale pour l'atterrissage.
Ici, le joueur doit passer à travers des anneaux lumineux, passer sur des points lumineux, atterrir, parfois décoller. La précision de l'atterrissage est notée au bilan final. Les points sont distribués selon le nombre d'anneaux franchis, ou de points lumineux, et le temps écoulé.

### Le deltaplane
C'est sans doute le mode le plus original du jeu. Le joueur part avec une impulsion de départ, et doit suivre un parcours fait de barres lumineuses à franchir. Pour conserver son altitude, il doit composer avec des vents ascendants. La montée est visible par une série de petits nuages verticaux. L'inclinaison du deltaplane influe sur la vitesse. Le reste se contrôle par la croix multidirectionnelle.

### Le parachute
Le joueur se retrouve lâché d'un hélicoptère. Il s'ensuit une chute libre où l'on se dirige sur des anneaux via la croix multidirectionnelle. L'inclinaison influe sur la vitesse du saut, qui est notée, et le déplacement du parachutiste. En fonction de l'altitude, une sonnerie se fait entendre qui ordonne l'ouverture du parachute, manuelle. Le reste de la simulation consiste en un savant dosage de pilotage pour arriver sur une cible, parfois en mouvement.

### La rocketbelt (jetpack)
La simulation consiste à traverser des anneaux, des barres, des points, dans le désordre sur une vaste aire d'entrainement, puis à se poser sur une cible. On contrôle la rotation et l'inclinaison des tuyères avec la croix, et la puissance des gaz. La principale difficulté est de gérer l'inertie du personnage, qui altère la précision.

### L'hélicoptère
Une fois le jeu fini, on peut débloquer des missions bonus avec un hélicoptère de type Apache. C'est le seul engin qui permette de tirer. On peut contrôler sa direction, la vitesse de rotation des pales. Après avoir complété les 4 missions de certifications pour obtenir la licence ultime, le joueur est chargé d'une mission de sauvetage. Un espion, infiltré dans une base ennemie à Izamu Island, a demandé l'aide des instructeurs, qui ont échoué. Le joueur voit alors les deux missions les plus difficiles du jeu. En plus du pilotage, il doit gérer les tirs de l'artillerie ennemie. L'hélicoptère est très vulnérable, puisqu'il suffit d'un seul tir pour s'écraser. Après cette première étape, l'artillerie doit être détruite à coup de missiles, puis le joueur doit atterrir, embarquer les prisonniers, et s'échapper de l'île.

## Développement
Un premier prototype du jeu, alors appelé Dragonfly, est dévoilé le 21 novembre 1988 lors de la présentation de la Super Famicom. Le développement du jeu fut rendu possible par l'apparition du mode 7 et l'adjonction dans la cartouche d'un coprocesseur étendant les possibilités du mode 7, le DSP-1. Le mode 7, inclus en hardware dans la console, permet de redimensionner des éléments de décor par rotation ou zoom. Dans le jeu, il permet de gérer le sol en arrière-plan, et de lui appliquer un effet de perspective. La musique, riche et variée, est créée par Koji Kondo et Soyo Oka. Le mode 7 n'agissant que sur des éléments plans, les immeubles et éléments de décor n'ont aucun relief à la différence de Star Fox réalisé en vraie 3D.

## Accueil
- Consoles + : 95 %[4]
- Banzzaï : 92%[5]
- Mean Machines : 90 %[6]